# 20 złotych 1924 Monogram RP
20 złotych 1924 Monogram RP – moneta próbna okresu złotowego II Rzeczypospolitej, wybita według projektu T. Załuskiego, jak wzór złotej obiegowej monety dwudziestozłotowej.
Na monecie nie ma umieszczonego znaku mennicy ani napisu „PRÓBA”.

## Rys historyczny
W jednym z aktów prawnych poprzedzających reformę Władysława Grabskiego, tj. w dekrecie Prezydenta RP z 20 stycznia 1924 r., przewidywano bicie 3100 złotych z jednego kilograma stopu złota próby 900 (9/31 grama czystego kruszcu na 1 złoty), w nominałach: 10, 20, 50 i 100 złotych. 26 maja 1924 r. Minister Skarbu wydał rozporządzenie ustalające wzory 13 monet o nominałach od 1 grosza do 100 złotych, w tym planowanych wówczas do wprowadzenia czterech nominałów ze złota, dla których wybrano wspólny typ awersu autorstwa Antoniego Madeyskiego (określający również nominał) oraz wspólny rewers z klęczącym rycerzem autorstwa Tadeusza Beyera.
Do emisji złotych monet według zatwierdzonego wzoru jednak nie doszło, a na początku 1925 r. rozpisano nowy konkurs na projekt złotych polskich monet obiegowych. Zwyciężczynią została Zofia Trzcińska-Kamińska, według projektu której bito później (od 1926 r.) złote bulionowe 10- i 20-złotówki z Bolesławem Chrobrym.
W opracowaniach z lat osiemdziesiątych XX w. podawano informację, że monetę 20 złotych 1924 Monogram RP wybito jako wzór dla złotej monety obiegowej.

## Awers
Na tej stronie znajduje się godło – orzeł w koronie, po obu stronach orła – rok „19 24”, u góry dookoła otokowo napis: „RZECZPOSPOLITA POLSKA”, na dole: „• 20 ZŁ •”, dookoła otok z perełek.

## Rewers
Na tej stronie monety pośrodku wewnątrz wieńca z kłosów (z lewej) i liści dębu (z prawej) przewiązanego na dole wstążką, umieszczono monogram „RP”, dookoła otok z perełek. Na dole, po obu stronach przewiązania wieńca znajdują się małe litery – M (z lewej) i Z (z prawej).

## Opis
Moneta została wybita z rantem gładkim na krążku o średnicy 21 mm w:
- brązie – nakład 120 sztuk, masa 6,3 –6,6 grama,
- srebrze – nakład 10 sztuk, masa 5,6 grama.

Pod koniec drugiego dziesięciolecia XXI w. ze znanych monet II Rzeczypospolitej dwudziestozłotówka próbna z monogramem RP jest:
- jedną z trzech próbnych monet 20-złotowych, obok:
  - 20 złotych 1925 Bolesław Chrobry,
  - 20 złotych 1925 Polonia,
- jedną z siedmiu monet będącymi efektem przygotowań Mennicy Państwowej do wprowadzenia złotych monet obiegowych przewidywanych przez reformę walutową Władysława Grabskiego, obok:
  - 10 złotych 1925 Profile kobiety i mężczyzny  projektu Antoniego Madeyskiego,
  - 10 złotych 1925 Bolesław Chrobry projektu Zofii Trzcińskiej-Kamińskiej,
  - 20 złotych 1925 Polonia projektu Antoniego Madeyskiego,
  - 20 złotych 1925 Bolesław Chrobry projektu Zofii Trzcińskiej-Kamińskiej,
  - 50 złotych 1924 Klęczący rycerz projektu Tadeusza Breyera,
  - 100 złotych 1925 Mikołaj Kopernik projektu Stanisława Szukalskiego.

## Odmiany
W drugim dziesięcioleciu XXI w. znana jest również odmiana w złocie o masie 6,24 grama, bita w nieznanym nakładzie. W katalogach publikowanych przed rokiem 1990 podawano informację, że wybito 10 sztuk monety w złocie.